# Динис фон дер Остен
Динис фон дер Остен (на немски: Dinnies von der Osten; * 1504; † 1558/1562) е благородник от род фон дер Остен, херцогски съветник в Херцогство Померания, господар в Плате и на дворец и замък Шилдберг с Варниц, Голцов, Керков и Шланов и във Вицмиц и Щьолиц в Полша.
Той е петият, малкият син (от девет деца) на рицар Евалд фон дер Остен от Плате (1445 – 1533), съветник и фогт в Княжество Померания, и съпругата му фрайин София фон Малтцан-Пенцлин (* ок. 1460), дъщеря на Йоахим I (Ахим) фон Малтцан († 1473) и Маргарета фон Фос (* ок. 1430).
През 1367 г. фамилията купува господството Плате (Плоти) в Померания.

## Фамилия
Динис фон дер Остен се жени за Доротея фон Щайнвер (* 1521; † 7 април 1597), дъщеря на Георге фон Щайнвер и Маргарета (Илза) фон Шьонинг. Те имат син и две дъщери:
- Александер Кристоф фон дер Остен (* 1547; † 16 януари 1614, Шилдберг), господар във Волденбург, женен 1572 г. във Волденбург за Илзаба фон Айкщет (* 28 юли 1550; † 28 януари 1609, Шилдберг); имат три сина и две дъщери
- Елизабет фон дер Остен (* пр. 1560; † ок. 2 ноември 1619), омъжена 1575 г. за Валтин фон Айкщет († 1600)
- Урсула фон дер Остен, омъжена за Либориус фон Рамин († сл. 1574)